# Giro d'Itàlia de 1968
El Giro d'Itàlia de 1968 fou la 51a edició del Giro d'Itàlia i es disputà entre el 21 de maig i el 12 de juny de 1968, amb un recorregut de 3.917 km distribuïts en 22 etapes, una d'elles contrarellotge individual i un pròleg. 130 ciclistes hi van prendre part, acabant-lo 98 d'ells, tot i que posterior desqualificacions van fer que fossin 90 els classificats. La sortida fou a Campione d'Italia i l'arribada a Nàpols.

## Història
Entre els favorits al triomf final cal destacar els italians Adorni, Gimondi i Motta, tots ben coneixedors del que és guanyar un Giro d'Itàlia, el belga Eddy Merckx i els espanyols Díaz, Gabica i Jiménez.
Aquesta edició del Giro va tenir com a novetat l'inici de la cursa amb un pròleg, una curta etapa de poc menys de sis quilòmetres que es va disputar en 13 mànigues de 10 corredors cadascuna, amb un ciclista per equip per sèrie. El pròleg no tenia valor per a la general i sols servia per decidir qui havia de vestir el mallot rosa durant la primera etapa. El vencedor va ser el francès Charly Grosskost, que també va guanyar en el pròleg del Tour de França de 1968.
El belga Eddy Merckx demostrà les ganes de guanyar la cursa rosa en guanyar la primera etapa, en arribar uns metres pel davant del gran grup, en ple esprint. Amb tot, perdria el lideratge dos dies després en favor de Dancelli. L'espanyol José Antonio Momeñe aconseguí la primera victòria espanyola d'aquesta edició en la 6a etapa, amb final a Alessandria, però dos dies després patí una caiguda que l'obligà a abandonar en trencar-se el maluc i dues costelles.
La 10a etapa fou la primera de les quatre previstes amb arribada en alt. Fou la primera de les quatre vegades que s'ha pujat el Monte Grappa al Giro d'Itàlia, i l'única en què fou final d'etapa. Amb tot, les poques diferències establertes entre els favorits va fer que tot quedés pendent de la 12a etapa, amb final als Tre Cime di Lavaredo, Cima Coppi d'aquesta edició, i que el 1967 hagués de ser anul·lada per culpa de les empentes dels tifosi. En iniciar-se l'ascensió hi havia un grup de 12 corredors escapats amb quasi deu minuts sobre el gran grup. Sota una duríssimes condicions meteorològiques de fred, pluja i neu, el belga Merckx passà a l'atac i anà superant un rere l'altre tots els escapats fins a aconseguir la victòria en solitari. La victòria li serví per recuperar un lideratge que ja no deixaria. En la general, el seu company d'equip Adorni es trobava a més de tres minuts i mig, en segona posició. Altres favorits, com Gimondi o Jiménez es trobaven a més de nou minuts del líder, mentre Motta o Balmamion havien dit pràcticament adéu a totes les opcions de victòria, a més d'onze minuts del Caníbal.
L'italià Gimondi s'imposà en la contrarellotge individual de la 16a etapa, però aleshores ja no tenia a l'abast al líder ni al segon classificat, Adorni. Finalment Eddy Merckx s'adjudicà el seu primer Giro. Així mateix, es convertí en el primer ciclista a aconseguir guanyar la general, la muntanya i la classificació per punts en una mateixa edició d'una Gran Volta.
Pocs dies després d'haver acabat el Giro va sortir a la llum el positiu de deu corredors: els espanyols Joaquín Galera i Mariano Díaz, els italians Gimondi, Balmamion, Motta, Bodrero i Di Toro, que no s'havia presentat al control de la darrera etapa, el suís Abt, el belga Van Schil i el francès Delisle. Balmamion fou exculpat en demostrar-se que la substància ingerida no havia estat prohibida fins pocs dies després dels controls. En el cas de Gimondi, després del contra-anàlisi es demostrà que els medicaments que al·legava haver pres produïen els mateixos resultats a l'orina que les amfetamines, per la qual cosa fou absolt.

## Equips participants
En aquesta edició del Giro hi van prendre part 13 equips formats per 10 ciclistes cadascun, per formar un pilot amb 130 corredors.
| Núm.  | Codi | Equip     |
| ----- | ---- | --------- |
| 1-10  | SAL  | Salvarani |
| 11-20 | BIC  | Bic       |
| 21-30 | FAE  | Faema     |
| 31-40 | FAG  | Fagor     |
| 41-50 | FIL  | Filotex   |
| 51-60 | BGC  | G.B.C.    |
| 61-70 | GER  | Germanvox |

| Núm.    | Codi | Equip      |
| ------- | ---- | ---------- |
| 71-80   | KEL  | Kelvinator |
| 81-90   | MAX  | Max Meyer  |
| 91-100  | MOL  | Molteni    |
| 101-110 | PEP  | Pepsi Cola |
| 111-120 | PEU  | Peugeot    |
| 121-130 | SMI  | Smith's    |

## Etapes
| Etapa | Data       | Recorregut                            | Km   | Vencedor d'etapa                            | Líder de la general    |
| ----- | ---------- | ------------------------------------- | ---- | ------------------------------------------- | ---------------------- |
| prol  | 20 de maig | Campione d'Italia - Campione d'Italia | 5,7  | Charly Grosskost (FRA)                      | Charly Grosskost (FRA) |
| 1a    | 21 de maig | Campione d'Italia - Novara            | 128  | Eddy Merckx (BEL)                           | Eddy Merckx (BEL)      |
| 2a    | 22 de maig | Novara - Saint-Vincent                | 189  | Gianni Motta (ITA) · Eddy Merckx (BEL)      | Eddy Merckx (BEL)      |
| 3a    | 23 de maig | Saint-Vincent - Alba                  | 168  | Guido Reybrouck (BEL)                       | Michele Dancelli (ITA) |
| 4a    | 24 de maig | Alba - Sanremo                        | 162  | Edward Sels (BEL)                           | Michele Dancelli (ITA) |
| 5a    | 25 de maig | Sanremo - Sanremo                     | 149  | Italo Zilioli (ITA)                         | Michele Dancelli (ITA) |
| 6a    | 26 de maig | Sanremo - Alessandria                 | 223  | José Antonio Momeñe (ESP)                   | Michele Dancelli (ITA) |
| 7a    | 27 de maig | Alessandria - Piacenza                | 174  | Guerrino Tosello (ITA)                      | Michele Dancelli (ITA) |
| 8a    | 28 de maig | San Giorgio Piacentino - Brèscia      | 225  | Eddy Merckx (BEL)                           | Michele Dancelli (ITA) |
| 9a    | 29 de maig | Brèscia - Lido di Caldonazzo          | 210  | Julio Jiménez (ESP)                         | Michele Dancelli (ITA) |
| 10a   | 30 de maig | Trento - Monte Grappa                 | 136  | Emilio Casalini (ITA)                       | Michele Dancelli (ITA) |
| 11a   | 31 de maig | Bassano del Grappa - Trieste          | 197  | Guido Reybrouck (BEL)                       | Michele Dancelli (ITA) |
| 12a   | 1 de juny  | Gorizia - Tre Cime dil Lavaredo       | 213  | Eddy Merckx (BEL)                           | Eddy Merckx (BEL)      |
| 13a   | 2 de juny  | Cortina d'Ampezzo - Vittorio Veneto   | 163  | Lino Farisato (ITA)                         | Eddy Merckx (BEL)      |
| 14a   | 3 de juny  | Vittorio Veneto - Marina Romea        | 199  | Luigi Sgarbozza (ITA)                       | Eddy Merckx (BEL)      |
| 15a   | 4 de juny  | Ravenna - Imola                       | 141  | Marino Basso (ITA)                          | Eddy Merckx (BEL)      |
|       | 5 de juny  | jornada de descans                    |      |                                             |                        |
| 16a   | 6 de juny  | Cesenatico - San Marino (SMR)         | 49,3 | Felice Gimondi (ITA)                        | Eddy Merckx (BEL)      |
| 17a   | 7 de juny  | San Marino (SMR) - Foligno            | 196  | Franco Bitossi (ITA)                        | Eddy Merckx (BEL)      |
| 18a   | 8 de juny  | Foligno - Abbadia San Salvatore       | 166  | Julio Jiménez (ESP)                         | Eddy Merckx (BEL)      |
| 19a   | 9 de juny  | Abbadia San Salvatore - Roma          | 181  | Luciano Dalla Bona (ITA)                    | Eddy Merckx (BEL)      |
| 20a   | 10 de juny | Roma - Rocca di Cambio                | 215  | Luis Pedro Santamarina (ESP)                | Eddy Merckx (BEL)      |
| 21a   | 11 de juny | Rocca di Cambio - Blockhaus           | 198  | Franco Bodrero (ITA) · Franco Bitossi (ITA) | Eddy Merckx (BEL)      |
| 22a   | 12 de juny | Chieti - Nàpols                       | 235  | Guido Reybrouck (BEL)                       | Eddy Merckx (BEL)      |

## Classificacions finals

### Classificació general
| Classificació General | Classificació General  | Classificació General | Classificació General |
| Pos.                  | Ciclista               | Equip                 | Temps                 |
| --------------------- | ---------------------- | --------------------- | --------------------- |
| 1                     | Eddy Merckx (BEL)      | Faema                 | 108h 42' 27"          |
| 2                     | Vittorio Adorni (ITA)  | Faema                 | + 5' 01"              |
| 3                     | Felice Gimondi (ITA)   | Salvarani             | + 9' 05"              |
| 4                     | Italo Zilioli (ITA)    | Filotex               | + 9' 17"              |
| 5                     | Willy van Neste (BEL)  | Bic                   | + 10' 43"             |
| DQ                    | Gianni Motta (ITA)     | Molteni               | + 12' 23"             |
| 6                     | Michele Dancelli (ITA) | Pepsi Cola            | + 12' 33"             |
| 7                     | Franco Balmamion (ITA) | Molteni               | + 15' 43"             |
| 8                     | Francisco Gabica (ESP) | Fagor                 | + 16' 59"             |
| 9                     | Franco Bitossi (ITA)   | Filotex               | + 19' 02"             |
| 10                    | Julio Jiménez (ESP)    | Bic                   | + 19' 51"             |

|    | Ciclista                 | Equip      | Punts |
| -- | ------------------------ | ---------- | ----- |
| 1  | Eddy Merckx (BEL)        | Faema      | 340   |
| DQ | Mariano Díaz (ESP)       | Fagor      | 210   |
| 2  | Julio Jiménez (ESP)      | Bic        | 180   |
| 3  | Giancarlo Polidori (ITA) | Pepsi Cola | 140   |
| DQ | Joaquín Galera (ESP)     | Fagor      | 140   |
| 4  | Franco Bitossi (ITA)     | Filotex    | 90    |

|    | Ciclista               | Equip      | Punts |
| -- | ---------------------- | ---------- | ----- |
| 1  | Eddy Merckx (BEL)      | Faema      | 198   |
| 2  | Franco Bitossi (ITA)   | Filotex    | 138   |
| 3  | Michele Dancelli (ITA) | Pepsi Cola | 134   |
| DQ | Gianni Motta (ITA)     | Molteni    | 122   |
| 4  | Marino Basso (ITA)     | Molteni    | 122   |
| 5  | Guido Reybrouck (BEL)  | Faema      | 115   |